# Бакингхам (Илиноис)
Бакингхам (енгл. Buckingham) град је у америчкој савезној држави Илиноис.

## Демографија
По попису из 2010. године број становника је 300, што је 63 (26,6%) становника више него 2000. године.
| Група             | 2000.       | 2010.       |
| Белци             | 235 (99,2%) | 295 (98,3%) |
| Афроамериканци    | 0 (0,0%)    | 0 (0,0%)    |
| Азијати           | 0 (0,0%)    | 0 (0,0%)    |
| Хиспаноамериканци | 2 (0,8%)    | 2 (0,7%)    |
| Укупно            | 237         | 300         |